# Andrea Maffei
Andrea Maffei (Molina di Ledro, Trento, 1798 – Milà, 1885) va ser un poeta, traductor, i llibretista italià. Un seguidor de Vincenzo Monti, va formar part de la cultura literària classicista del segle XIZ italià. Guanyant laurea de jurisprudència, es va traslladar durant alguns anys a Verona, tdesprés a Venècia i finalment a Milà, on el 1831 ell es va cassar amb la comtessa Clara Spinelli. Es van separar de mutu acord el 15 de juny de 1846. Expert en idiomes estrangers, va traduir diverses obres de la literatura anglesa i alemanya a l'italià, en particular les obres de Friedrich von Schiller, Otel·lo i La tempesta de Shakespeare, molts treballs de Goethe (incloent Faust) i El Paradís perdut de John Milton.

## Treballs

### Traduccions

#### Gessner
- Idilli di Gessner (1821)

#### Thomas Moore
- Gli amori degli angeli (The loves of angels, 1836)
- Canti orientali (Oriental poems, 1836)
- Gli amori degli angioli (The loves of angels, 1839)

#### Lord Byron
- Caino (1852)
- Cielo e terra (1853)
- Parisina (1853)
- Misteri e novelle (Mysteries and novels, 1868)

#### Goethe
- Arminio e Dorotea (1864)
- Fausto (1866)

#### Friedrich von Schiller
- La sposa di Messina (1827)
- Maria Stuarda (Maria Stuart, 1829)
- La vergine d'Orleans (The Maid of Orléans, 1830)
- Guglielmo Tell (William Tell, 1835)
- Maria Stuarda (Maria Stuart, 1835)
- Guglielmo Tell (William Tell, 1844)
- Cabala ed amore (1852)
- La congiura del Fiesco (1853)
- Turandot (1863)[1]

#### Altres
- Le satire e le epistole (després de 1853)
- Il paradiso perduto (Paradise Lost, de Milton, 1857)
- Struensee (1863)
- Guglielmo Ratcliff (de Heinrich Heine, 1875)
- L'ode a Pirra (d'Horaci, c. 1880)
- Poeti tedeschi (German poets, 1901)

### Treballs originals
- La preghiera  (1829)
- Studi poetici (1831)
- Dal Benaco (1854)
- Poesie varie (1859)
- Arte, affetti, fantasie (1864)
- E' morto il re! (1878)
- Liriche (1878)
- Affetti (1885)
- Ghirlanda per una sposa (1886)

### Fullets
- I masnadieri (Her Majesty's Theatre, Londres, 22 de juliol del 1847, música de Giuseppe Verdi)
- David Riccio : drama de 2 actes, amb música pel pròleg (1849) de Vinc. Capecelatro (1850)
- Afegits per Macbeth : melodrama de 4 parts, música de Giuseppe Verdi (1850)